# Aorta
L'artèria aorta, o simplement aorta, és l'artèria més llarga del cos humà. S'origina al ventricle esquerre del cor i transporta sang oxigenada a totes les parts dels cos a través de la circulació sistèmica.

## Trajectòria
L'aorta se sol dividir en cinc segments/seccions:
- Aorta ascendent — secció entre el cor i la crossa aòrtica.
- Crossa aòrtica — part més cranial, en forma de "U" invertida.
- Aorta descendent — secció des de la crossa aòrtica fins que es divideix en les artèries ilíaques comunes.
  - Aorta toràcica — part de l'aorta descendent que està per sobre del diafragma.
  - Aorta abdominal — part de l'aorta descendent que està per sota del diafragma.

## Característiques
L'aorta és una artèria totalment elàstica, per la qual cosa és extensible. Quan el ventricle esquerre es contreu per enviar sang a l'aorta, aquesta s'expandeix. Aquest estirament aporta energia potencial que ajudarà a mantenir la pressió arterial durant la diàstole.

## Patologies associades
- Aneurisma del sinus aòrtic.
- Aneurisma aòrtic.
  - Dissecció aòrtica.
- Coartació de l'aorta (preductal o postductal).
- Ateroesclerosi.
- Síndrome de Marfan.
- Traumatismes.

## Imatges

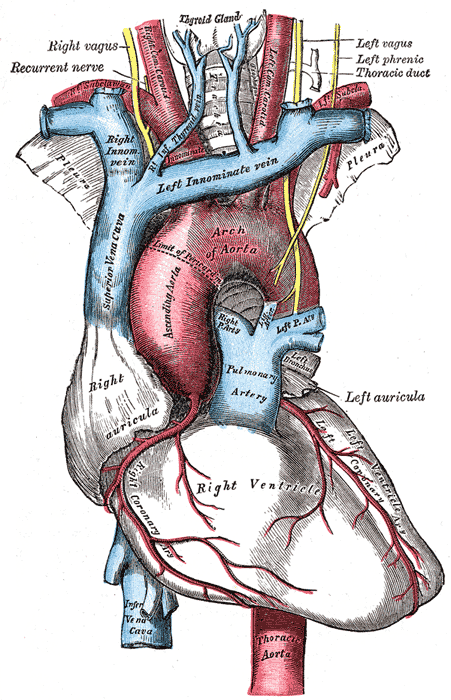
Relacions anatòmiques de l'aorta.
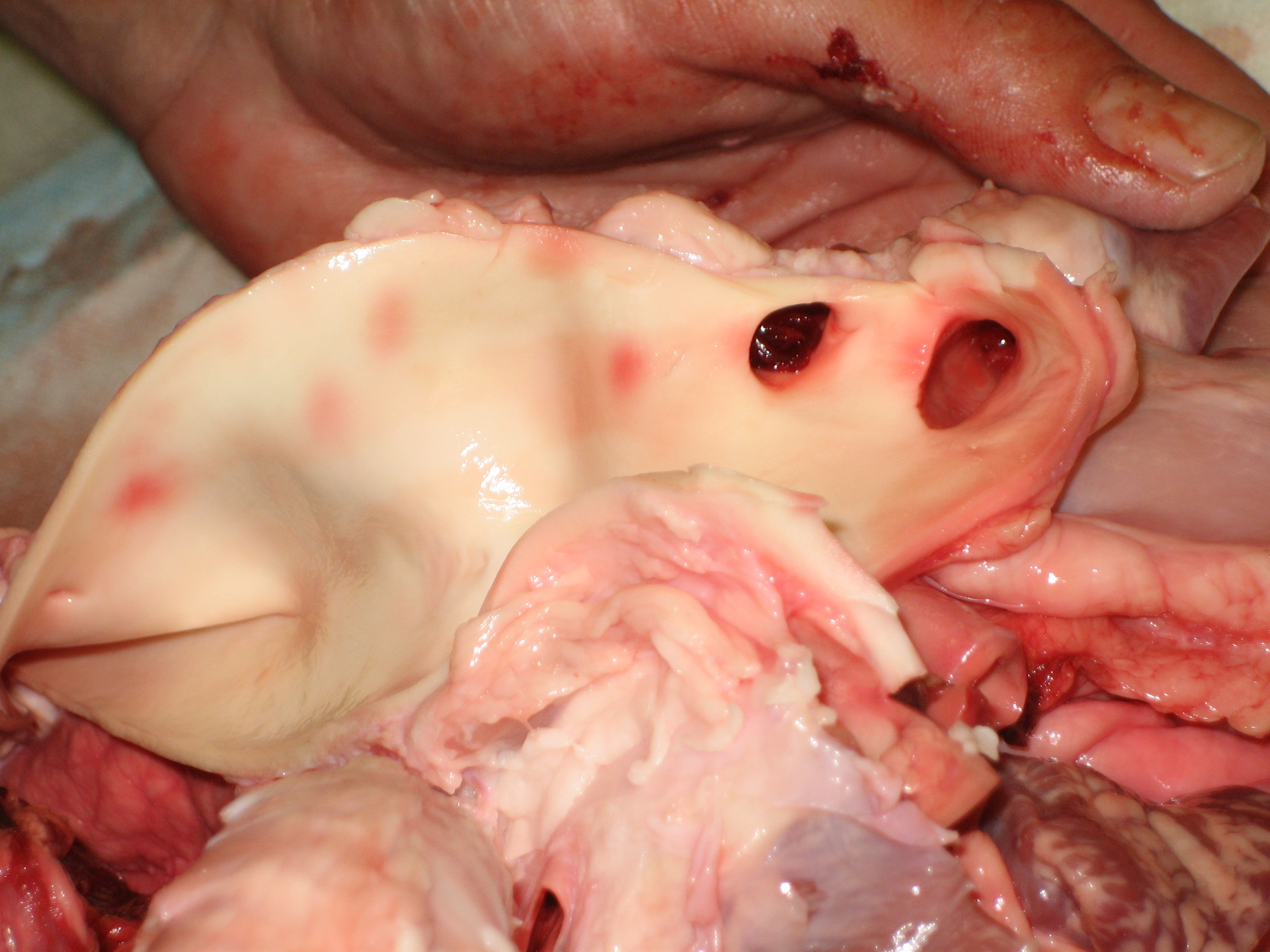
Aorta d'un porc a cel obert que mostra també algunes artèries que surten.